# Dammi tanto amore/Insieme a te
Dammi tanto amore/Insieme a te  è un singolo discografico dell'attrice e cantante Daniela Goggi, pubblicato nel 1983.

## Descrizione
Nel 1983 Daniela Goggi partecipa in gara per la prima ed unica volta al Festival di Sanremo, presentando un brano scritto da Pupo che figura anche come produttore assieme a Roberto D'Angeli, su musica e arrangiamento di Maurizio Bassi. La cantante si esibisce durante la prima serata ma non riesce ad accedere alla finale. Il singolo segna il debutto della cantante con la DDD, etichetta discografica presso la quale rimarrà comunque per breve tempo.
Insieme a te è il brano presente sul lato b, realizzato dagli stessi autori.
Il singolo è stato distribuito anche in Germania su etichetta Ariola, con numero di catalogo 105 235-100.
Escludendo la raccolta promozionale Disco Inverno 1983 della CBS, e la compilation Music Made In Italy, quest'ultima distribuita solo in territorio tedesco, che contenevano il brano sanremese, nessuno dei due brani fu pubblicato su album, e non vennero inseriti in nessuna raccolta ufficiale della cantante, restando a tutt'oggi inediti su CD e sulle piattaforme digitali.

## Tracce
Lato A
1. Dammi tanto amore - (Enzo Ghinazzi-Maurizio Bassi)

Lato B
1. Insieme a te - (Enzo Ghinazzi-Maurizio Bassi)